# Cinco de Febrero, Sinaloa
Cinco de Febrero är en ort i Mexiko.   Den ligger i kommunen Culiacán och delstaten Sinaloa, i den västra delen av landet, 1 000 km nordväst om huvudstaden Mexico City. Cinco de Febrero ligger 13 meter över havet och antalet invånare är 120.
Terrängen runt Cinco de Febrero är platt. Runt Cinco de Febrero är det ganska tätbefolkat, med 155 invånare per kvadratkilometer. Närmaste större samhälle är La Constancia, 3,3 km nordväst om Cinco de Febrero. Trakten runt Cinco de Febrero består till största delen av jordbruksmark.